# Eduardo Caballero de Puga
Eduardo Caballero de Puga (1847-1943) fue un escritor y masón español.

## Biografía
Habría nacido en 1847. Madrileño, fue fundador de El Criterio Hispano y El Vigilante, además de redactor de La Discusión, La Iberia y La Prensa. Entre sus obras se contaron títulos como Flores al viento (poesías, Madrid, 1904) y Centellas filosóficas y morales, sociales y políticas (Madrid, 1916). Caballero de Puga, que fue masón, falleció en 1943.